# العرش (الحديدة)

تعديل مصدري - تعديل

العرش هي إحدى قرى مديرية الزيدية، التابعة لمحافظة الحديدة اليمنية، بلغ تعداد سكانها 1819 نسمة حسب الإحصاء الذي جرى عام 2004.